# Palais Portinari-Salviati
Pour les articles homonymes, voir Salviati.
Le palais Portinari-Salviati (ou palais Cepparello) se trouve au 6, via del Corso, dans le centre historique de Florence.

## Histoire et architecture
Folco Portinari, père de la muse de Dante Alighieri, Beatrice, et fondateur de l'hôpital Santa Maria Nuova, y avait quelques maisons qui furent transformées en véritable palais au XVe siècle. En 1456, Jacopo Salviati, mari de Lucrezia de' Medici, en fit l'acquisition et le fit agrandir et remettre à neuf par un architecte inconnu ; c'est peut-être Michelozzo qui conçut le projet initial, que Giuliano da Sangallo développa ensuite. Un siècle plus tard, Bramante Lazzeri donna au palais sa forme actuelle.
Parmi ceux qui ont habité dans ce palais, il y a la fille de Jacopo, Maria Salviati ; son époux, Giovanni delle Bande Nere ; et leur fils, le futur Cosme Ier de Toscane. Selon une légende populaire, Giovanni, voulant avoir un pronostic sur le caractère futur de son fils, le fit jeter un jour par une fenêtre du premier par sa femme pendant qu'il l'attendait au milieu de la rue pour le recevoir dans ses bras. Giovanni déduisit du fait que son fils chuta sans pleurer que ce dernier serait un homme courageux.
En 1574 et 1575, à l'époque du grand-duc Cosme Ier, Alessandro Allori peignit les Storie di Ercole (Histoires d'Hercule) dans la galerie donnant sur l'une des cours, ainsi qu'un cycle de fresques consacrées à Marie-Madeleine dans la chapelle du palais ; on voit encore de nos jours le tableau Jésus entre Marie et Marthe sur l'autel. 
La cour des Empereurs, où se trouvent des bustes d'empereurs romains conçus par Giambologna, fut aménagée à la même période ; on y trouve aussi de nos jours une fresque détachée du XIVe siècle représentant la Vierge avec l'enfant Jésus et les saints Jean-Baptiste et Zénobe. Les Salviati gardaient dans leur collection de ce palais des œuvres de grands artistes comme Donatello, Verrocchio, Cellini, Baccio Bandinelli, Andrea del Sarto, Bronzino et Le Corrège. De nos jours, on conserve dans le palais d'autres tableaux et sculptures de divers artistes qui font partie de la collection de l'établissement bancaire.
Le roi Frédéric IV de Danemark logea aussi dans ce palais pendant son séjour à Florence en 1709. 
En 1768, le palais fut vendu aux Ricciardi-Serguidi, et en 1808, il passa par héritage aux mains de Pietro Leopoldo di Giannozzo Da Cepparello. En 1865, pendant la période où Florence était la capitale de l'Italie, il devint le siège du ministère de la Grâce et de la Justice, et en 1870, la propriété de la Caisse d'épargne. En 1881, il passa aux mains des piaristes, puis en 1921, à celles du Crédit toscan (qui devint la Banque toscane, qui fait maintenant partie du Groupe MPS, propriétaire du palais jusqu'en 2016 avant sa revente au groupe hôtelier taiwanais LDC).
Les Salviati avaient aussi un autre palais, l'actuel palais Borghèse de Florence, qui passa des mains du dernier héritier de la famille à celles des Borghèse.

## Œuvres abritées par le passé dans ce palais
- Donatello, La Remise des clefs à saint Pierre (it), qui se trouve de nos jours au Victoria and Albert Museum de Londres